# Nancy Reagan
Nancy Davis Reagan (født Anne Frances Robbins; 6. juli 1921 i Manhattan, New York City – 6. marts 2016) var enke efter den tidligere amerikanske præsident Ronald Reagan og var USA's førstedame i perioden 1981–1989. I 1940- og 50'erne var hun skuespillerinde i film som Donovan's Brain, Night into Morning og Hellcats of the Navy. Nancy døde om morgenen den 6. marts 2016, og en talsmand for familien udtalte, at hun døde af hjertesvigt i sit hjem i Los Angeles.

## Baggrund
Hun boede de første to år i Flushing, New York City. Hun voksede op (i 6 år) hos sin tante og onkel i Bethesda, Maryland. I 1929 blev hendes mor gift med Loyal Edward Davis (1896–1982), og familien flyttede til Chicago.